# Собрание законодательства Российской Федерации
«Собра́ние законода́тельства Российско́й Федера́ции» (не офиц. сокращ. СЗ РФ) — официальное периодическое издание, в котором публикуются федеральные конституционные законы, федеральные законы, акты палат Федерального Собрания, указы и распоряжения Президента России, постановления и распоряжения Правительства России, решения Конституционного Суда Российской Федерации о толковании Конституции Российской Федерации и о соответствии Конституции Российской Федерации нормативных правовых актов.
Основано в мае 1994 года. Выпуском и распространением занимается издательство «Юридическая литература» Администрации Президента Российской Федерации. В электронном виде издаётся научно-техническим центром правовой информации «Система».

## История
К моменту начала работы Федерального Собрания Российской Федерации — парламента, учреждённого Конституцией 1993 года (11 января 1994 г.) — официальным бюллетенем для опубликования актов президентской и исполнительной власти было Собрание актов Президента и Правительства Российской Федерации, официальным считалось также опубликование документов в «Российской газете» и/или «Российских вестях».
В ходе сентябрьско-октябрьских событий 1993 года выпуск официального бюллетеня представительной власти — Ведомости Съезда народных депутатов Российской Федерации и Верховного Совета Российской Федерации — был прекращён на номере от 16.09.1993, а «Российская газета», принадлежавшая Верховному Совету РФ, была переподчинена Правительству.
Государственной Думой и Советом Федерации совместно в марте 1994 года начат выпуск Ведомостей Федерального Собрания Российской Федерации, которые выходили трижды в месяц и публиковали как законы так и постановления и прочие акты (обращения, заявления) палат. В первой версии законопроекта «О порядке опубликования и вступления в силу федеральных конституционных законов, федеральных законов, актов палат Федерального Собрания» предполагалось сделать «Ведомости…» источником официального опубликования как законов, так и актов палат.
В ходе обсуждения законопроекта Президент Ельцин настаивал, что постановления палат не являются нормативными актами и официального их опубликования не требуется. Эту свою позицию он воплотил в мае 1994 года в жизнь, преобразовав «Собрание актов Президента и Правительства РФ» в «Собрание законодательства РФ», которое наряду с актами президента и правительства стало публиковать федеральные законы.
Ещё одним пунктом разногласий между президентом и Госдумой была дата, которая должна указываться на принятом и подписанном законе. По мнению Думы это должна быть дата принятия закона ею (как это было в случае с Верховным Советом), по мнению Президента — дата подписания им закона.
В результате компромисса Думой 25 мая 1994 г. принят, Советом Федерации 1 июня 1994 г. одобрен и Президентом 14 июня 1994 г. подписан закон, согласно которому «Собрание законодательства РФ» стало единым бюллетенем, публикующим вступившие в силу международные договоры, законы, акты палат Федерального Собрания (включая постановления), акты Президента, Правительства и Конституционного Суда.
«Ведомости Федерального Собрания Российской Федерации», так и оставшиеся неофициальным изданием, прекратили выходить в декабре 2003, что было позже узаконено решением Госдумы от 3.12.2004.

## Правовой статус
Издание «Собрания законодательства Российской Федерации» предусмотрено федеральным законом от 14.06.1994 № 5-ФЗ «О порядке опубликования и вступления в силу федеральных конституционных законов, федеральных законов, актов палат Федерального Собрания» (далее ФЗ).
В соответствии со ст. 7 данного закона, «Собрание законодательства Российской Федерации» является официальным периодическим изданием, в котором публикуются федеральные конституционные законы, федеральные законы, акты палат Федерального Собрания, указы и распоряжения Президента Российской Федерации, постановления и распоряжения Правительства Российской Федерации, решения Конституционного Суда Российской Федерации о толковании Конституции Российской Федерации и о соответствии Конституции Российской Федерации нормативных правовых актов.

## Структура издания
Ст. 8 ФЗ устанавливает, что Собрание законодательства Российской Федерации состоит из пяти разделов:
- в первом разделе публикуются федеральные конституционные и федеральные законы;
- во втором разделе публикуются акты палат Федерального Собрания;
- в третьем разделе публикуются указы и распоряжения Президента Российской Федерации;
- в четвёртом разделе публикуются постановления и распоряжения Правительства Российской Федерации;
- в пятом разделе публикуются решения Конституционного Суда Российской Федерации.

Второй раздел подразделяется на две части: в первой части публикуются постановления палат Федерального Собрания, принятые по вопросам, отнесенным к ведению палат статьями 102 и 103 Конституции Российской Федерации; во второй части — иные акты палат Федерального Собрания.
Третий и четвёртый разделы также подразделяются на две части: в первой части помещаются нормативные акты, во вторую часть включаются акты ненормативного характера.
Каждый акт является отдельной статьёй Собрания законодательства, нумерация статей сплошная в течение года.

## Порядок размещения актов
Согласно ст. 9 ФЗ, публикуемые в Собрании законодательства Российской Федерации акты помещаются в статьях, имеющих соответствующие порядковые номера. Приложения к актам помещаются в тех же статьях, что и сами акты.
Федеральный конституционный закон, федеральный закон, акт палаты Федерального Собрания, в который были внесены изменения или дополнения, может быть повторно официально опубликован в полном объёме.